# Pim Fortuyn
Wilhelmus Simon Petrus Fortuijn, conocido como Pim Fortuyn (Driehuis, 19 de febrero de 1948-Hilversum, 6 de mayo de 2002), fue un político, funcionario, sociólogo, escritor y profesor neerlandés, fundador del partido LPF (Lista Pim Fortuyn). Era conocido por sus posiciones críticas hacia las políticas de inmigración indiscriminada y el fundamentalismo islámico. Abiertamente homosexual y católico devoto, defendía que el aumento de una subcultura islamista suponía un peligro para los valores democráticos de los Países Bajos.
Sus adversarios políticos lo encuadraban en la derecha populista y sus detractores incluso llegaban a equipararlo con personajes xenófobos y de extrema derecha como Jörg Haider en Austria y Jean-Marie Le Pen en Francia, algo a lo que él siempre se opuso con vehemencia. En opinión del periodista Bruce Bawer, «su energía intelectual y su determinación moral no encajaban en absoluto con el burocrático ambiente del poder holandés, obsesionado con el consenso general». Fue asesinado a tiros durante la campaña electoral de 2002 por Volkert van der Graaf, un activista pro-derechos de los animales, para «proteger a musulmanes», por considerar que Fortuyn los «instrumentalizaba de chivo expiatorio», porque apuntaba a los «grupos más vulnerables de la sociedad», para «conseguir puntos» para conseguir poder político.

## Biografía
Wilhelmus Simon Petrus Fortuijn nació el 19 de febrero de 1948 en el seno de una familia católica en la pequeña ciudad costera de Driehuis, en Holanda Septentrional. Estudió Historia, Derecho y Económicas en Ámsterdam. Obtuvo un doctorado en Sociología y ejerció como profesor en la Universidad de Groninga. Después fue contratado como profesor titular en la Universidad Erasmo de Róterdam. 
Cuando finalizó su contrato con la Universidad, inició una prolífica etapa como ensayista. Su primera obra, publicada en 1997, llevaba el expresivo título Contra la islamización de nuestra cultura, en la que consideraba al islamismo una ideología retrógrada y homófoba que se estaba haciendo fuerte en Europa con el beneplácito de la clase política atrapada en su retórica multiculturalista. La reacción de políticos y periodistas fue tacharlo de xenófobo y racista, y compararlo con Jean Marie Le Pen y otros personajes análogos. Fortuyn alegaba que la raza no tenía nada que ver con la cuestión que él planteaba ya que, argumentaba, «el islam no se circunscribe a una sola raza». Para Fortuyn, el problema radicaba en «una ideología hostil a nuestra cultura», el fundamentalismo islámico, que no considera legítimo un gobierno laico, no acepta la igualdad de las mujeres ni respeta los derechos de las minorías (como los homosexuales). En su opinión, la integración había fracasado.
La preocupación de Fortuyn por todas estas cuestiones –y lo que él consideraba incapacidad y falta de honradez por parte de los políticos profesionales para afrontarlas– lo decidió a presentarse a las elecciones, poco antes del 11-S, y bajo las siglas de un partido recién creado Leefbaar Nederland («una Holanda en la que se pueda vivir»). En pocos meses, Fortuyn se había convertido en el líder del partido. Unas duras declaraciones públicas, efectuadas en febrero de 2002, en las que denunciaba el silencio ante lo que él denominó quinta columna (en referencia a la inmigración musulmana), hicieron que sus compañeros lo expulsaran de la presidencia del Leefbaar Nederland.
Poco después, Fortuyn creó su propio partido, Lijst Pim Fortuyn («Lista Pim Fortuyn») . La clase política, tanto a la derecha como a la izquierda, le aplicaba duras descalificaciones e insultos («cacique fascista»), comparándolo con los nazis y los fascistas de los años 1930, incluso un político demócrata liberal llegó a decir que Fortuyn era «Mussolini». Los medios de comunicación adoptaron idéntico lenguaje para referirse a Fortuyn. Pero entre la ciudadanía su popularidad no hizo sino aumentar y los sondeos le otorgaban enormes expectativas de éxito. En opinión del periodista estadounidense Bruce Bawer, que vivía entonces en Holanda, «su energía intelectual y su determinación moral no encajaban en absoluto con el burocrático ambiente del poder holandés, obsesionado con el consenso general». En las elecciones locales del 6 de marzo, su partido logró la victoria (cerca de un 35 %) en la importante ciudad de Róterdam, tradicional bastión laborista.

## Elección y muerte
Al aproximarse la fecha de las elecciones presidenciales neerlandesas de mayo de 2002, los sondeos de opinión pronosticaron que el partido de Fortuyn podía conseguir 38 escaños, lo cual lo convertiría en el partido más importante de Holanda y a Fortuyn en primer ministro.

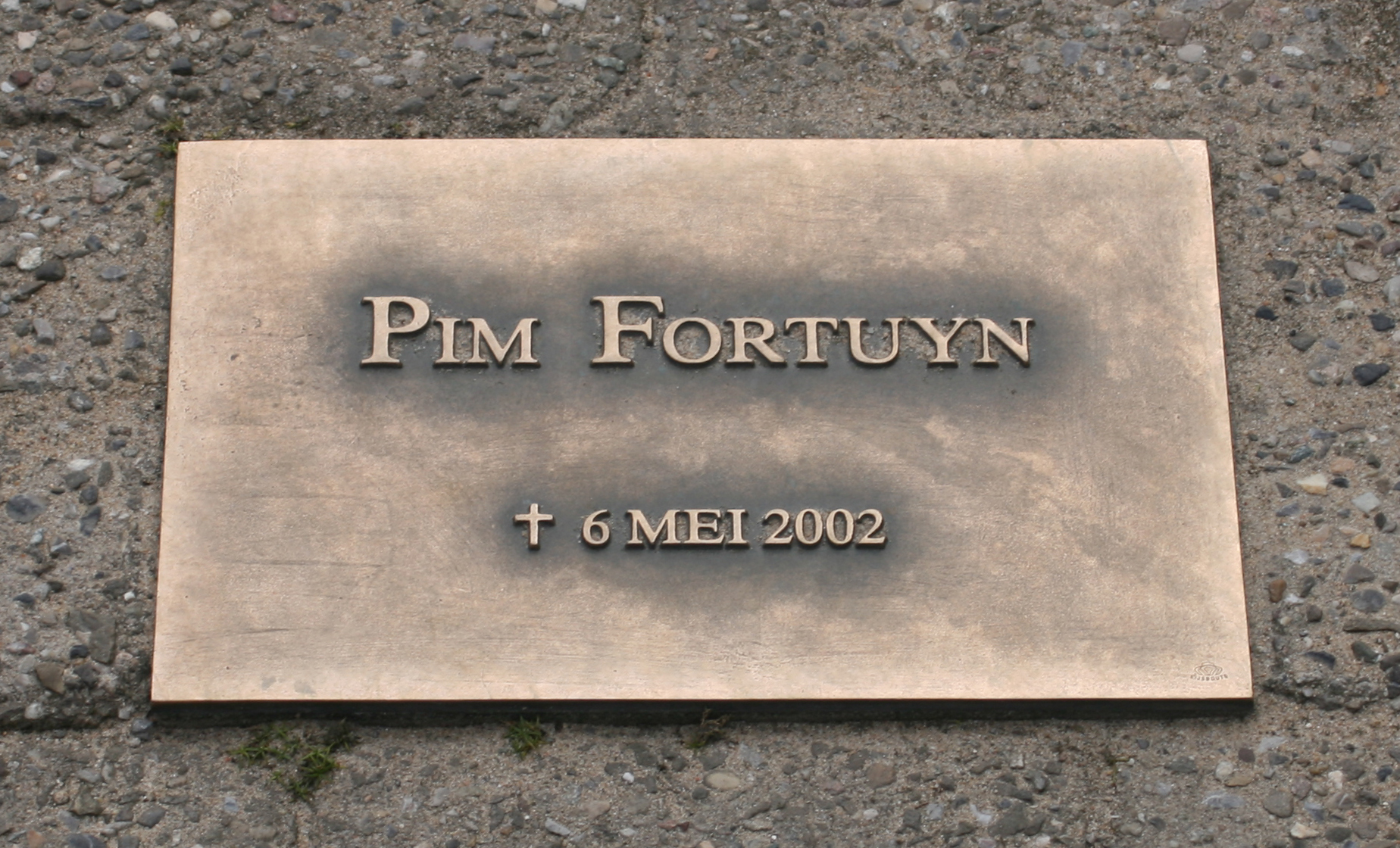
Placa conmemorativa de Pim Fortuyn en el parking donde fue asesinado.

Faltaban nueve días para las elecciones cuando Fortuyn asistió a los estudios de Radio 3FM, en el municipio de Hilversum (Holanda Septentrional), para participar en un debate electoral con otros candidatos. Al finalizar el programa, en el aparcamiento de la emisora, un desconocido lo encañonó con una pistola Astra A-100 de fabricación española. Le disparó seis tiros en la cabeza, el cuello y el pecho. Fortuyn, de 54 años, murió rápidamente. Un periodista de la propia cadena de radio bajó al aparcamiento y narró casi en directo la muerte de Fortuyn. El asesino se llamaba Volkert van der Graaf, un activista pro-derechos de los animales de 32 años de edad a quien un vecino describió como «un muchacho tranquilo muy preocupado con el medio ambiente». Durante el juicio, meses después, Van der Graaf confesó el asesinato y lo justificó porque consideraba a Fortuyn «un peligro para la sociedad» con opiniones «estigmatizadoras» sobre el islam y explicó que lo había asesinado para negarle el acceso al poder político. El tribunal lo sentenció a 18 años de cárcel.

## Puntos de vista

### Islam y política de inmigración

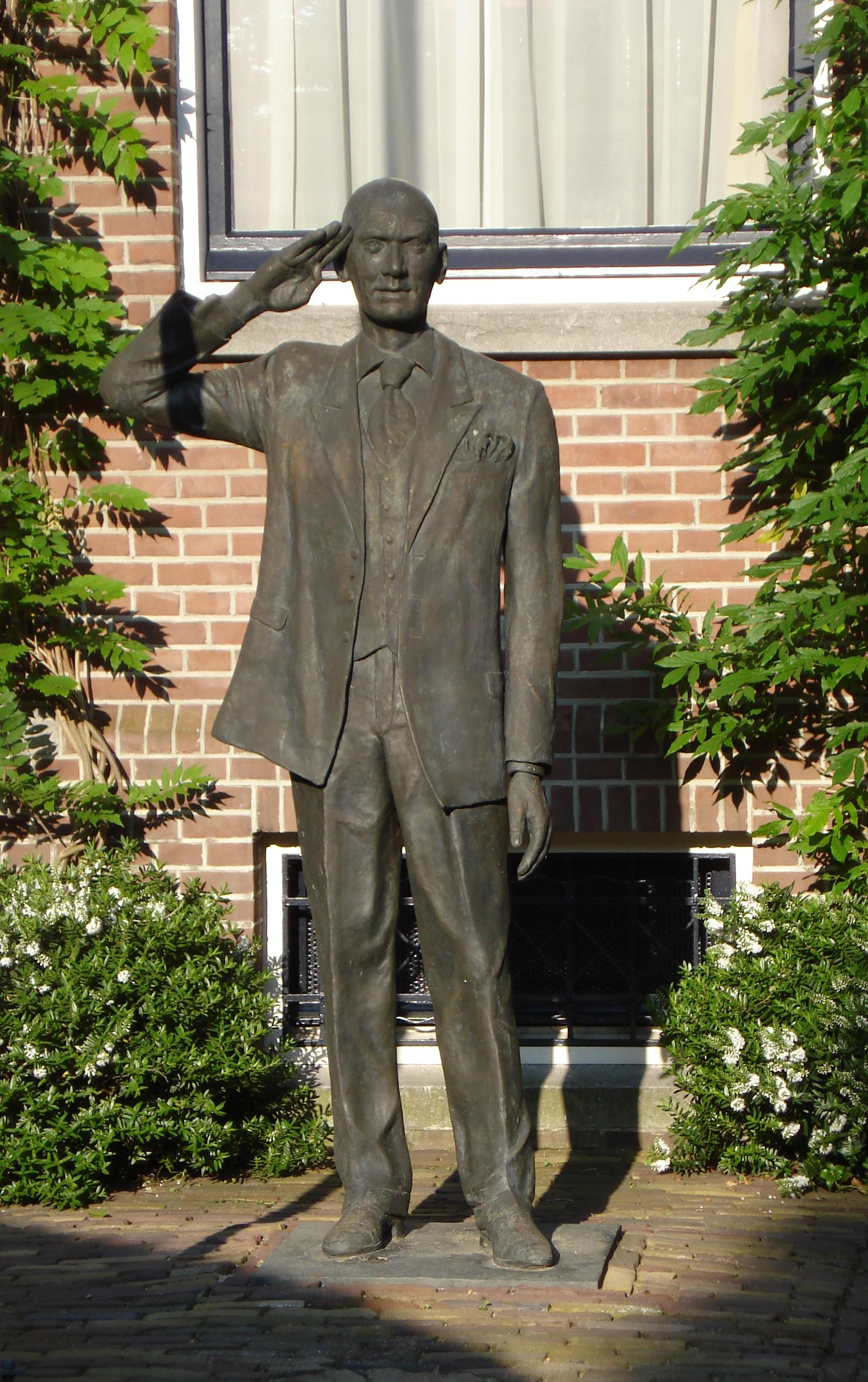
Estatua de Fortuyn en su antigua casa en Rotterdam

Fortuyn criticó la cultura islámica y argumentó que la islamización se está produciendo en la sociedad holandesa. En agosto de 2001, el Rotterdams Dagblad lo citó diciendo: «También estoy a favor de una 'guerra fría' con el Islam. Veo al Islam como una amenaza extraordinaria, como una sociedad hostil hacia nosotros». Varias organizaciones presentaron cargos en su contra en virtud de las leyes holandesas contra la discriminación a causa de este fallo. El 1 de septiembre quedó grabado de su boca: «Hay que ver las mezquitas como organizaciones paraguas. [..] En las mezquitas se crían mártires». En un discurso de Navidad, dijo: «Les deseo buena suerte a todos aquellos que piensan que será fácil con la agresión del Islam. Bienaventurados los ingenuos». El 3 de febrero de 2002 dijo: «Los residentes cristianos en los Países Bajos, como en Veluwe, tienen más derechos morales que los musulmanes recién llegados».
El 9 de febrero de 2002, dijo en una entrevista en De Volkskrant sobre el Islam, entre otras cosas: «No odio el Islam. Creo que es una cultura atrasada», «Dondequiera que el Islam es el jefe, es simplemente terrible», y: «Si pudiera hacerlo legalmente, solo diría: no entrarán más musulmanes». También dijo que quería deshacerse de «ese extraño artículo de la Constitución: no discriminarás», «si ese [artículo] significa que las personas ya no pueden hacer comentarios discriminatorios». Esta declaración estaba en línea con su frecuente denuncia del multiculturalismo, que era dominante en la política y los medios de comunicación en ese momento.
En la misma entrevista también dijo que Países Bajos con dieciséis millones de habitantes estaba llena, y que, en lo que a él respecta, no se admitía ni un solo («cero») solicitante de asilo. Al comentario del entrevistador de que a Fortuyn no se le permitió decir eso de su partido, Fortuyn respondió con «Bueno, ya no debería preocuparme tanto por eso». Esa frase fue el motivo de la ruptura con Leefbaar Nederland. Durante la reunión en la que se produjo esa ruptura, Fortuyn exclamó emocionado: "¡Aquí tenemos [..] una maldita quinta columna! De gente que quiere llevar al país al carajo". Pocos días después fundó su propio movimiento político, la Lista Pim Fortuyn.

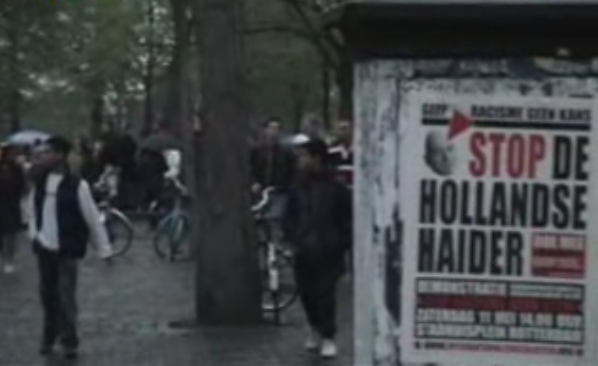
Cartel antiFortuyn de la Internacional Socialista con el lema Stop de Hollandse Haider cerca de la casa de Fortuyn en Rotterdam el 6 de mayo de 2002

Las comparaciones con los políticos Jörg Haider y Jean-Marie Le Pen fueron introducidas en Países Bajos por los medios extranjeros. Posteriormente, esto fue mencionado con frecuencia por periodistas y políticos holandeses. Una comparación explícita con Le Pen la hizo, por ejemplo, Ad Melkert, entonces líder del partido del PvdA, quien dijo en Emmen el 24 de abril de 2002: "Si coqueteas con Fortuyn, sucederá lo mismo en Holanda que en Francia. Están despiertos allí. Con Le Pen, pronto despertaremos con Fortuyn". El 5 de mayo, el día antes del asesinato, Fortuyn sostuvo un debate con Melkert para Algemeen Dagblad sobre la demonización.de su persona. En él, el líder del partido LPF dijo que tuvo que explicarles a muchos periodistas que la imagen que se creó no era la correcta. Y el columnista Jan Blokker escribió: "Después de leer (...) una vez más me convencí de que el profesor Pim efectivamente tenía el Jean-Marie Le Pen, el Filip Dewinter, el Jörg Haider y el nuevo Hans Janmaat de los Países Bajos."

## Consecuencias y legado
El asesinato de Pim Fortuyn causó una enorme conmoción en los Países Bajos: se trataba del primer crimen político (excluida la Segunda Guerra Mundial) que se producía en el país desde el linchamiento de los hermanos Johan y Cornelio de Witt en 1672. 
Las consecuencias políticas del asesinato de Fortuyn fueron profundas, tanto en las elecciones que tuvieron lugar unos días después como en la cultura política holandesa. Las elecciones las ganaron la democristiana CDA y la Lista Pim Fortuyn (que decidió mantener a su líder como cabeza de lista y obtuvo 26 diputados, convirtiéndose en la segunda fuerza del Parlamento), mientras que el partido socialdemócrata PvdA, que tanto había denigrado a Fortuyn, recibió un severo castigo, viendo reducida su representación a la mitad. También el liberal VVD, que también se había destacado por su oposición a Fortuyn, sufrió importantes pérdidas electorales. Al poco tiempo, los dos grandes partidos tradicionales se vieron obligados a reemplazar a sus líderes, que habían quedado desacreditados.
Pero la repercusión del asesinato fue más allá de las elecciones ya que se puso fin al tabú holandés de no hablar sobre la inmigración y la integración del Islam, que pasó a convertirse, tal y como clamaba Fortuyn, en un tema relevante en los debates políticos, y los partidos tradicionales adoptaron puntos de vista más severos acerca de las políticas de inmigración. Holanda mantiene ahora una de las políticas más estrictas de la Unión Europea en políticas migratorias. 
Muchos consideraron a la somalí Ayaan Hirsi Ali, diputada desde 2003 con los demócratas liberales, la sucesora natural del legado de Fortuyn.